# Piedimonte Etneo

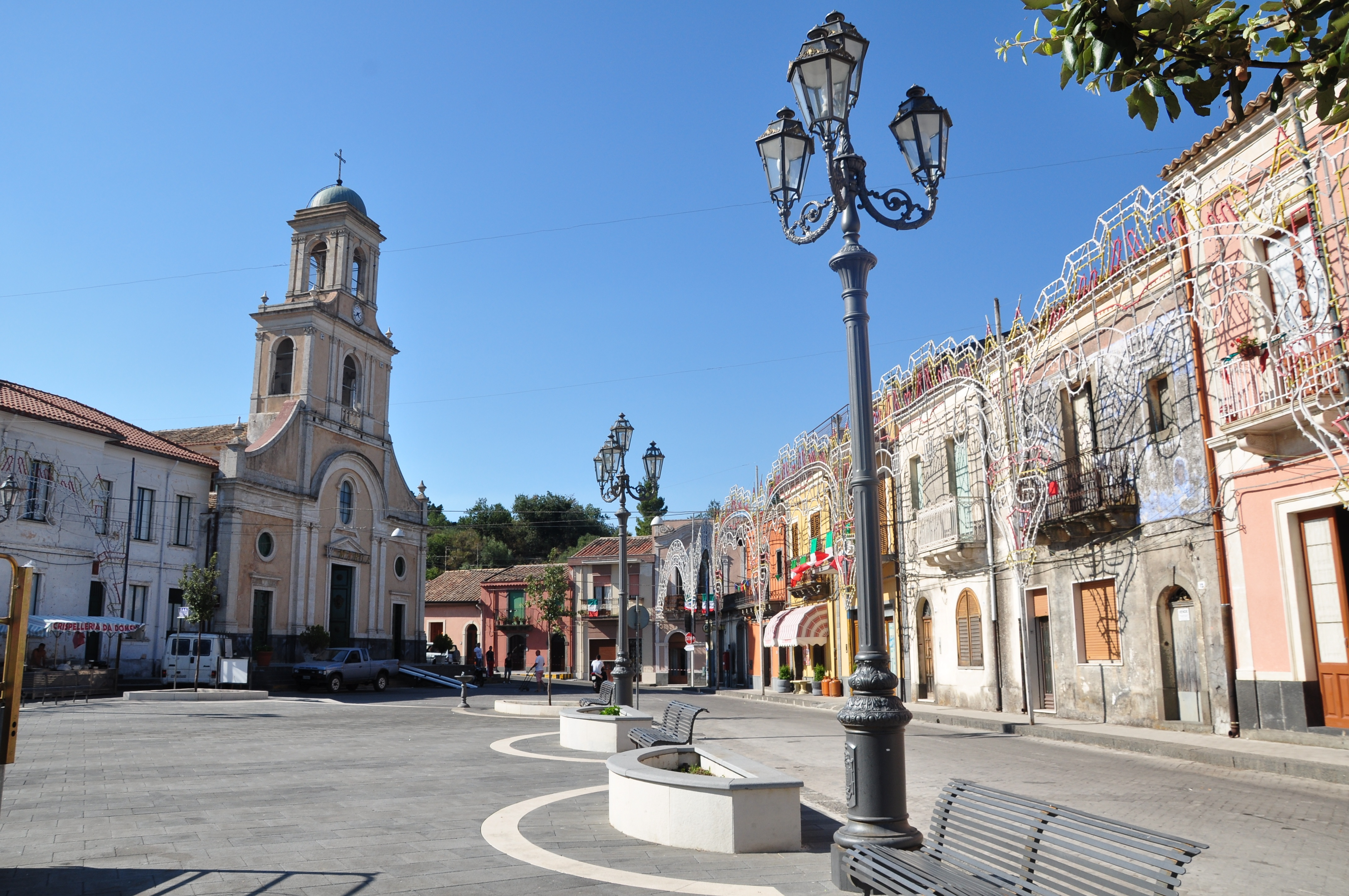
Piedimonte Etneo

Piedimonte Etneo is een gemeente in de Italiaanse provincie Catania (regio Sicilië) en telt 3780 inwoners (31-12-2004). De oppervlakte bedraagt 26,5 km², de bevolkingsdichtheid is 143 inwoners per km².

## Geografie
De gemeente ligt op ongeveer 348 m boven zeeniveau.
Piedimonte Etneo grenst aan de volgende gemeenten: Calatabiano, Castiglione di Sicilia, Fiumefreddo di Sicilia, Linguaglossa, Mascali, Sant'Alfio.